# Bruchophagus negriensis
Bruchophagus negriensis är en stekelart som beskrevs av T.C. Narendran 1994. Bruchophagus negriensis ingår i släktet Bruchophagus och familjen kragglanssteklar. Inga underarter finns listade.